# هوش
الهَوْش هو العضو الأساسي لعملية الهضم والدورة الدموية في قسمين رئيسيين من الحيوانات: لاسعات التي قنديل البحر والشعاب المرجانية، و الديدان المسطحة. قد يتفرع التجويف على نطاق واسع إلى نظام من القنوات.